# Но Гён Сон
Но Гён Сон (кор. 노경선, р.2 февраля 1964) — южнокорейский борец вольного стиля, чемпион Азии, призёр Олимпийских игр.

## Биография
Родился в 1964 году. В 1988 году завоевал бронзовую медаль Олимпийских игр в Сеуле. В 1989 году стал чемпионом Азии.